# Mouzay (Meuse)
Mouzay is een gemeente in het Franse departement Meuse (regio Grand Est) en telt 745 inwoners (2004). De plaats maakt deel uit van het arrondissement Verdun en ligt aan de rivier de Maas.

## Geografie
| Aangrenzende gemeenten   | Aangrenzende gemeenten | Aangrenzende gemeenten                            | Aangrenzende gemeenten | Aangrenzende gemeenten    |
| ------------------------ | ---------------------- | ------------------------------------------------- | ---------------------- | ------------------------- |
| Stenay                   |                        |                                                   |                        | Baâlon                    |
|                          |                        |                                                   |                        |                           |
| Saulmory-et-Villefranche | Juvigny-sur-Loison     |                                                   |                        |                           |
|                          |                        |                                                   |                        |                           |
| Mont-devant-Sassey       |                        | Lion-devant-Dun Milly-sur-Bradon Sassey-sur-Meuse |                        | Louppy-sur-Loison Murvaux |

De onderstaande kaart toont de ligging van Mouzay (Meuse) met de belangrijkste infrastructuur en aangrenzende gemeenten.

## Demografie
Onderstaande figuur toont het verloop van het inwonertal (bron: INSEE-tellingen).